# William John Patterson
Pour les articles homonymes, voir William Patterson et Patterson.
William John Patterson (né le 13 mai 1886 et décédé le 10 juin 1976) était un homme politique canadien de la province de Saskatchewan. Membre du Parti libéral provincial, il a succédé à James Garfield Gardiner pour devenir le premier natif de la province à être premier ministre en 1935. Il est battu à l'élection de 1944 par la Co-operative Commonwealth Federation de Tommy Douglas, et démissionne de la direction du Parti libéral en 1946.
Patterson fut également lieutenant-gouverneur de la province de 1951 à 1958, devenant la première personne à avoir été à la fois premier ministre et lieutenant-gouverneur de la province.
Depuis 1909, il appartenait à la franc-maçonnerie .